# Campo de Agramante
El Campo de Agramante es una frase hecha.  En su significado actual indica desorden, discordia o división de pareceres. Es una expresión culta, idiomática, y tiene fuente literaria. El escritor jerezano José Manuel Caballero Bonald ha publicado una novela con este título, que explica del siguiente modo: «Que yo sepa, en el Quijote hay seis referencias a Agramante: tres como personaje del Orlando furioso y otras tres en la expresión “campo de Agramante”. Quiero recordar que fue ahí donde conocí el estricto significado de “discordia” aplicado a esa locución. Como bien se sabe, el Orlando es una epopeya culta, de tradición cortesana, y su protagonista, loco de amor por los desdenes de Angélica la Bella, tenía que ser muy del agrado de don Quijote. Y del mío, claro. A mí me sedujo Agramante, el caudillo sarraceno, porque me servía para definir lo que ese otro personaje del Orlando había bautizado con su nombre: un lugar donde reina el desorden y la confusión. Así que Campo de Agramante no sólo es el título de una novela mía de esa índole, sino que remite a otros trastornos más generales». (José Manuel Caballero Bonald).
El episodio del Orlando furioso de Ariosto remite al momento en que París es sitiada por los sarracenos. Agramante, junto con los jefes Rodomonte y Sacripante, es uno de los personajes principales de este episodio: el momento en que los sarracenos están a punto de apoderarse de la capital, que es defendida con intrepidez por Carlomagno y sus valientes.

## Desarrollo
Es un hecho perteneciente al imperio de los Carolingios y, acaso, a la misma Historia del cristianismo. El Eterno vigila desde lo alto de los cielos la ciudad fiel. El arcángel San Miguel recibe la orden de ir a buscar el Silencio y la Discordia. El Silencio envolverá al ejército de Reinaldo en una nube y le permitirá llegar sin ser percibido a los márgenes del Sena. La Discordia turbará y dispersará a los sitiadores.
En el recinto de los claustros, en los piadosos asilos donde la palabra silencio está escrita sobre todas las puertas, es donde el arcángel Miguel cree poder descubrir la primera de estas divinidades pero encuentra solamente a la Discordia, a la que no buscaba todavía. Se ve obligado a ir a perseguir a la taciturna divinidad al fondo de Arabia. El ejército de socorro llega en efecto a orillas del Sena. La Discordia había cumplido una parte de su misión pero se cansa bien pronto; los jefes sarracenos no le suministran lo suficiente y prefiere volverse a la residencia de los frailes. Por eso, los asuntos de Carlomagno van de mal en peor.
San Miguel acude a reprender a la Discordia al retiro donde primero la había encontrado y observa a la inicua sentada en el centro de un capítulo de frailes, que se disputaban entre sí la elección de la abadía de su convento. Los buenos padres, después de haber agotado todo el vocabulario de las injurias, se lanzan los breviarios sobre sus cabezas. El arcángel les devuelve la paz y la tranquilidad, cogiendo a la Discordia por los cabellos y licuándola de puñetazos, de puntapiés y de palos para obligarla a seguirle.
La segunda entrada de la Discordia en el Campo de Agramante, produce mucho más efecto que la primera. Mandiscando riñe a Rogerio con motivo del águila blanca que ha hecho piular sobre la Durandula, célebre y terrible espada de Rolando, que llega a ser el precio de un conflicto sangriento. Sacripanle, rey de la Circasia, quejándose a Agramante de la manera con que el pérfido Brúñelo le ha robado su caballo Frontín, durante su sueño, dejándole sobre la silla que había apoyado sobre cuatro pies. Antes que el Ariosto, el autor de Rolando enamorado, había descrito de este modo la escena:
Prese un gran bartone
Ed á lui accortato presto presto,
Pian, pian, soto la sellaglielo pone.
Es imposible no reconocer aquí un doble asunto hecho por nuestro Cervantes. Precisamente de esta manera Ginés de Pasamonte quita el asno a Sancho. Algunas veces los plagiarios pretenden que ni han conocido la obra que les ha servido de modelo. Cervantes ha tenido el buen sentido, por el contrario, de hacer decir a Don Quijote en el capítulo XLI que el castillo estaba encantado, que la Discordia había dejado al Campo de Agramante para acudir adonde él estaba.
Agramante en lugar de mandar ahorcar a Brúñelo, le nombró rey de Tingitania. Esta injusticia excita la cólera de la amazona Martisa. Su escudero le pone el casco y marcha fieramente armada con todas sus piezas hacia las regiones elevadas donde tronaba ya el nuevo rey de Tingitania. Marfisa comienza por darle un enorme puñetazo a Brúñelo y lo conduce hacia las inmediaciones de Agramante. 
Quiero hacer justicia contra este malvado, aun cuando sea nuestro vasallo y ahorcarle con mis propias manos, pues el día mismo en que este ladrón ha robado Frontín a Sacripante, ha tenido también la audacia de robar mi espada. Quiero llevarle al fondo de un bosque situado a tres leguas de aquí. No tendré a mi lado más que a una de mis mujeres y a un solo criado. Si alguno se atreve a reclamar a Brúñelo, que venga, yo le esperaré.
El sabio rey Sobrino, aquel de quien ha hablado Don Quijote, llegó muy a propósito para calmar el enojo de Agramante pero los asuntos de los sarracenos, de los circasianos y de los siracusanos, no iban más adelantados. La Discordia, juzgando entonces que había hecho bastante, brincó de alegría y lanzó hacia el cielo un grito penetrante a fin de anunciar al arcángel Miguel el éxito de su empresa. París tembló, las aguas del Sena, del Ródano, del Saona, el Garona y el Rhin, se agitaron; las cavernas de los Pirineos y de los Alpes lanzaron también espantosos alaridos.
Sin embargo, las exhortaciones de Agramante tuvieron al fin efecto. Rodomonte, el rey de Argel, consiente en alejarse y va a dormir a una posada, cuyo huésped, para disipar sus enojos, se divierte en referirle la historia de Joconda. La relación que se ha apropiado La Fontaine por medio de la más feliz imitación, refiere lo siguiente:
Gracias a todo este estrépito, es libertada la capital de Francia, pero el poeta retarda el desenlace cuanto puede. A sus incesantes e ingeniosas digresiones, debemos el cuadro maravilloso de los amores de Angélica y de Medoro, de Isabel y de Zerbino y en fin, la locura de Rolando, que es el asunto o por mejor decir, el pretexto de todo el poema.

## Reflexiones de Galileo
Galileo escribió a Francisco Rinucini una carta donde prueba que no era menos conocedor de la poesía que versado en las ciencias matemáticas y físicas. El célebre astrónomo de Pisa ha trazado allí un ingenioso paralelo entre el episodio que forma este artículo y un pasaje análogo de la Jerusalén libertada. Haciendo un justo homenaje al Tasso, añade:
No puede menos de convenirse en que Ariosto es superior por el número y amenidad de sus cuadros. Hay toda la diferencia de la extrema superioridad a la medianía, entre la Discordia furiosa que brilla en el Campo de Agramante y las débiles disensiones que se levantan entre los guerreros de Godofredo. Los motivos que animaron a estos últimos van hasta la puerilidad, en comparación de las querellas que llevan la confusión y la muerte a las filas de los sarracenos. No se ve nacer ningún grande acontecimiento de los combates pasajeros que han dividido a los cristianos, mientras que el furor y el alejamiento de Rodomonte, la muerte de Mamíricardo, las heridas y la inacción forzada de Rogerio, la partida repentina de Marfisa y de Sacripante, son la consecuencia del furor que las teas de la Discordia han encendido. Así es como se prepara la llegada de Reinaldo y la derrota y la ruina completa del ejército de Agramante.